# Harry Kane
Harry Kane, angleški nogometaš, * 28. julij 1993.
Harry Kane je nogometaš, ki trenutno igra za Bayern München v Bundesligi, pred tem je bil dolgoletni član Tottenhama v prvi angleški nogometni ligi. Od leta 2015 je član angleške reprezentance.